# Atlantis (Stargate)
Pour les articles homonymes, voir Atlantis.
 (juin 2024).
- Si vous ne connaissez pas le sujet, laissez ce bandeau (vous pouvez alors contacter les auteurs).
- Si vous supprimez le contenu mis en cause (vous pouvez préalablement contacter les auteurs),

argumentez précisément cette suppression dans la page de discussion
(un manque de référence n'est pas un argument ; une recherche réelle de référence doit avoir été effectuée, être formellement documentée).
Atlantis est une cité-vaisseau fictive où se déroule la trame principale de la série Stargate Atlantis. Elle fut construite par la civilisation des Anciens et s'inspire du monde perdu de l'Atlantide.
L'idée de réutiliser le mythe de la cité perdue est venue au moment où les producteurs de Stargate SG-1 décidèrent de réaliser un spin-off de cette série. Les producteurs Brad Wright et Robert C. Cooper ont donc choisi de placer la cité dans une autre galaxie afin de justifier l'intérêt d'une nouvelle série qui soit différente de Stargate SG-1 (possibilité de nouveaux ennemis, isolement par rapport à la Terre, etc.) tout en gardant le même esprit : Atlantis servira de base pour des équipes d'explorations comme dans Stargate SG-1.
Dans l'univers de Stargate, la cité d'Atlantis est située sur une planète localisée dans la galaxie de Pégase, et fut construite par les Anciens, qui l'abandonnèrent ensuite. Pendant la saison 8 de Stargate SG-1, les héros découvrirent l'adresse de la cité, ce qui permit d'envoyer l'expédition d'Atlantis pour l'explorer. Dans la saison 1 de Stargate Atlantis, cette équipe venue de la Terre par la porte des étoiles voyage vers la cité pour rechercher de nouvelles connaissances, et éventuellement établir un contact avec ses fondateurs, près de 10 000 ans après son abandon.
La cité est aujourd'hui occupée par l'expédition terrienne, dont les membres sont originaires de douze pays. Elle sert de base principale pour les opérations du SGC dans la galaxie de Pégase. À part quelques exceptions, tous les épisodes de Stargate Atlantis commencent et/ou se terminent à Atlantis.

## Histoire

### Au commencement
Atlantis fut construite par les Anciens il y a plus de 30 millions d'années. La cité est un énorme vaisseau spatial et était située sur Terre qui s'appelait à l'époque Terra Atlantis. Atlantis fut construite sur une île grecque aujourd'hui appelée Santorin, plus tard la cité fut déménagée en Antarctique. Il y a 5 à 10 millions d'années, les survivants d'une maladie semblable à la peste (celle dont était atteinte l'Ancienne Ayiana), envoyée par les Oris quand ils découvrirent que les Anciens avaient survécu, décidèrent de partir avec Atlantis vers une autre planète, Lantia (coordonnées depuis la Terre : ), dans la galaxie de Pégase. Un petit avant-poste fut laissé sur place, en Antarctique, contenant l'adresse de la nouvelle position de la porte d'Atlantis.
Dès leur arrivée, les Anciens mirent en place un nouveau réseau de portes à travers la galaxie de Pégase, avec un nouveau modèle de porte, cependant toujours compatible avec l'ancien modèle. Ils semèrent la vie humaine à travers la galaxie via le principe de la panspermie (sans doute avec un dispositif tel que celui de Dakara). Les humains "créés" les reconnurent comme étant les « Ancêtres », ce qui explique pourquoi Atlantis est parfois appelée « la Cité des Ancêtres ».
Cependant leurs actions permirent à une puissante espèce de se développer (les Wraiths), qui commencèrent rapidement à conquérir la galaxie en se nourrissant de la population humaine, obligeant les Anciens à les combattre. Bien qu'étant supérieurs au niveau technologique, les Anciens étaient très inférieurs en nombre et au bout d'une centaine d'années, la galaxie tout entière fut sous contrôle wraith, hormis Lantia. Pourtant, la planète elle-même fut attaquée par des vaisseaux wraiths, lors du premier siège d'Atlantis. Alors que la cité était protégée par un puissant bouclier et un réseau de satellites de défense, les Anciens, qui à l'époque prenait le nom de Lantiens, décidèrent finalement de l'immerger au fond de l'océan. Contrairement au Timée de Platon, Atlantis, dans la série, n'a pas coulé à cause « de tremblements de terre et d'inondations » comme la cité légendaire d'Atlantide, mais fut immergée de façon contrôlée grâce au bouclier, gardant la cité intacte sous l'eau. Les Anciens décidèrent enfin de quitter Atlantis et de retourner sur Terre par la porte des étoiles, avec l'espoir de pouvoir revenir un jour.
L'endroit où se situerait Atlantis dans la « galaxie de Pégase » est ambigu. Cette galaxie est décrite comme étant une galaxie naine faisant partie du groupe local. Cependant comme il existe deux galaxies naines à l'intérieur de la constellation de Pégase, la galaxie naine irrégulière de Pégase et la galaxie naine sphéroïdale de Pégase (appelée aussi Andromeda VI), on ne sait pas exactement de laquelle il s'agit. Le général Landry fait toutefois remarquer, dans l'épisode SGA 3x10 - Exil forcé, que la galaxie de Pégase est située à trois millions d'années-lumière de la Voie lactée, ce qui suggérerait la galaxie naine irrégulière de Pégase. De plus, en calculant que le Dédale voyage à 60 millions de fois la vitesse de la lumière en hyperpropulsion et en prenant la valeur trois millions d'années-lumière, on obtient qu'un voyage à cette vitesse prendrait environ 18 jours et 6 heures. Cela coïncide avec les propos de Sheppard (dans l'épisode SGA 2x02 - I.A.) qui parle d'un voyage de 20 jours.

### Depuis l'arrivée de l'expédition
Au début du premier épisode, Atlantis reposait toujours au fond de l'océan à plusieurs centaines de mètres de la surface, préservée des attaques wraiths.
Quand l'expédition arriva et découvrit que le bouclier était sur le point de céder par manque d'énergie, elle essaya de chercher sur une autre planète un endroit sûr. Le major Sheppard revint avec des réfugiés Athosiens qui fuyaient les Wraiths. Lorsque le bouclier s'effondra, la cité refit automatiquement surface en utilisant le peu d'énergie qui lui restait. Depuis lors, elle devint la base principale de la Terre pour les opérations menées dans la galaxie de Pégase.
Durant ce qu'on appelle le second siège d'Atlantis, les Wraiths encerclèrent la cité dans le but de s'en emparer afin d'accéder à la Terre. Après un long siège, les Terriens simulèrent une autodestruction en faisant exploser une bombe nucléaire puis en occultant Atlantis, faisant croire à sa destruction. Les Wraiths tombèrent dans le piège et quittèrent la planète. Les membres de l'expédition en mission firent également courir la rumeur de la destruction d'Atlantis dans toute la galaxie, garder le secret de sa survie devenant une priorité absolue. Seuls les Geniis sont au courant de son existence.
Pendant la saison 3, le Dédale trouva, entre le vide spatial qui sépare la Voie lactée et Pégase, un vaisseau ancien avec à son bord des Lantiens vivants qui réclamèrent la cité, obligeant l'expédition à quitter les lieux. Alors que le général Jack O'Neill et Richard Woolsey négociaient un accord avec les Anciens sur Atlantis concernant la présence des Terriens sur la cité, ils furent attaqués par les Asurans qui prirent le contrôle de la ville et tuèrent tous les Anciens. Seuls O'Neill et Woolsey échappèrent au massacre. Pendant qu'ils tentaient de se mettre à l'abri, un groupe de l'expédition mit au point un plan pour reprendre Atlantis en parvenant à modifier les émissions dégagées par son bouclier avec des cristaux de fusils anti-Réplicateur, provoquant la destruction des Asurans lorsqu'ils activèrent le bouclier. Trois Extracteurs du potentiel de point zéro (E2PZ) furent récupérés et deux furent envoyés sur Terre pour être utilisés dans la lutte contre les Oris.
À la fin de la saison 3, Atlantis fut attaquée par les Asurans avec un satellite doté d'une porte active à travers laquelle surgissait un puissant rayon laser, empêchant ainsi l'activation de la porte d'Atlantis. Bien que le bouclier put résister au rayon, son utilisation forcée pompa beaucoup d'énergie contenue dans l'E2PZ, si bien que l'expédition prit la décision de s'échapper de la planète d'abord en se submergeant puis vu que cela n’affectai pas la puissance du rayon, par voie aérienne en utilisant les hyperpropulseurs interstellaires. Cependant le rayon frappa la cité au moment où elle s'élevait dans les airs et causa des dégâts importants sur la tour centrale. Atlantis réussit quand même à entrer en hyperespace pour en sortir brutalement 24 heures plus tard dans l'espace profond à cause du niveau d'énergie trop bas de l'E2PZ, bien loin de la destination prévue, et les dommages causés par le rayon empêchant toute communication avec la Terre. Après avoir réparé provisoirement les dégâts, une équipe s'infiltra dans la cité des Asurans et y déroba un E2PZ afin de redonner l'énergie nécessaire à Atlantis pour repartir en hyperespace et l'emmener vers sa nouvelle planète, M35-117 (planète comptant 5 lunes). Le colonel Samantha Carter fut nommée à la tête de l'expédition après la capture du Dr Weir par les Asurans pendant la mission de récupération de l'E2PZ.
Au début de la saison 5, le colonel Samantha Carter est relevé de ses fonctions et est remplacée par Richard Woolsey. À la fin de cette dernière saison, une attaque de la Terre par un super vaisseau wraith oblige l'expédition à ramener la cité sur Terre, afin de protéger celle-ci et de détruire le vaisseau ennemi. La cité se retrouve alors occultée au large de San Francisco.
Elle y reste pendant quelques mois au cours desquels le général Jack O'Neill, qui en a pris son contrôle, fait effectuer dans le plus grand secret des travaux de réparation. Il mit la pression sur la CIS qui avait dissous l'expédition et qui voulait placer Atlantis sous le contrôle total du comité dans le but de démanteler la cité pour en extraire les technologies qu'elle contient. Ses membres prirent finalement la décision d'accepter que la cité retourne dans la galaxie de Pégase car ils avaient bien trop peur qu'elle ne tombe entre les mains d'un seul pays (les États-Unis). O'Neill remit Woolsey en poste et Atlantis retourna dans Pégase, mais alors qu'elle devait retourner sur Lantia, une panne au cours du trajet l'obligea à atterrir sur une planète froide située à la périphérie de la galaxie de Pégase[réf. nécessaire].

## Intérieur

### Pièces
Baie des jumpersLa baie des jumpers, composée de deux niveaux, est située sous le toit de la tour centrale de la cité et juste au-dessus de la salle d'embarquement. Elle abrite de petits vaisseaux spatiaux de type puddle jumper. Ces derniers peuvent sortir par le toit de la cité pour des destinations proches (continents, orbite, système solaire). Cependant, pour aller rapidement à un autre point de la galaxie, le plafond de la salle d'embarquement s'ouvre pour permettre aux jumpers de descendre et de passer la porte des étoiles. On ne sait pas exactement de combien de jumpers dispose Atlantis, mais lors de l'épisode SGA 2x15 - La tour, la cité a récupéré un grand nombre de jumpers de la cité-sœur d'Atlantis. Il existe aussi un hangar à jumpers souterrain situé dans la partie inférieure et sous-marine de la cité. Tout vaisseau capable de naviguer sous l'eau, se trouvant à proximité de cette salle et possédant une interface pour ouvrir le sas du hangar peut y pénétrer. Il est utilisé lors de l'épisode SGA 3x11 - Exil forcé.
Bureau du commandantC'est un grand bureau qui communique avec la salle d'opération par une courte passerelle et qui a vue sur la salle d'embarquement. Il est utilisé par le personnel comme salle de réunion pour les petites assemblées ou réunions officieuses, le plus souvent entre les officiers supérieurs d'Atlantis. Il est occupé par Elisabeth Weir au début de la série puis Samantha Carter et enfin Richard Woolsey.à la fin
CellulesLe quartier cellulaire est l'endroit où l'on enferme les êtres dangereux. Il est divisé en plusieurs salles qui contiennent chacune une grande cage qui occupe le centre de la pièce. Les cages sont protégées par des barreaux horizontaux et aussi par un puissant champ de force afin d'empêcher quiconque de sortir et qui ne s'activent que lorsque la cage est verrouillée. L'expédition d'Atlantis s'est déjà plusieurs fois servie de ces cellules pour emprisonner des Wraiths,.
Centre de contrôle auxiliaireC'est une grande salle située sous la cité qui permet de la contrôler si le centre d'opération n'est pas accessible. De cette salle, une personne peut par exemple utiliser le système de communications ou la mise sous tension du moteur inter-stellaire de la cité.
Siège de contrôle des AnciensTout comme dans l'avant-poste des Anciens en Antarctique, Atlantis possède un siège de contrôle qui permet aux personnes ayant le gène des Anciens de lancer et de diriger les drones de la cité. Comme elle a besoin de beaucoup d'énergie et qu'elle ne peut être activée que lorsqu'un E2PZ est en place, l'expédition doit limiter son utilisation. Durant l'attaque des Wraiths, les renforts apportèrent avec eux des réacteurs à naquadah Mark II, qui fournissent tout juste assez d'énergie pour activer le siège. Le nombre de drones disponibles dans la cité est vérifiable grâce au siège ou plus simplement en allant voir dans la réserve. Elle peut aussi contrôler à distance les jumpers qui furent modifiés depuis l'attaque. Le siège de contrôle permet aussi de piloter la cité quand elle a suffisamment d'énergie.
Chambre des hologrammesLa chambre des hologrammes est une salle où se trouve notamment l'hologramme d'une Ancienne qui donne à la demande, par exemple, des informations sur la cité et son histoire. Cette salle consomme beaucoup d'énergie dans la cité et est utilisée le plus rarement possible lorsque la cité manque de ressources.
GymnaseC'est dans cette pièce que les principaux militaires des équipes d'explorations s'entraînent avant de partir en mission. John Sheppard, Teyla Emmagan et Ronon Dex la fréquentent régulièrement.
InfirmerieL'infirmerie est le lieu où les membres de l'expédition sont soignés par les médecins du contingent médical dirigé de la saison 1 à la saison 3 par le Dr Carson Beckett, puis à la suite de sa mort à la fin de la saison 3, par le Dr Jennifer Keller. L'infirmerie est conçue pour accueillir de nombreuses personnes pour des causes différentes. Le niveau de l'infirmerie peut être bloqué ou condamné comme dans l'épisode SGA 3x17 - Une question d'éthique, où le Dr Beckett bloque l'infirmerie afin de ne commettre aucun dégât si la « tumeur-explosive » qu'il essaie de sortir du corps d'un membre de l'expédition explose. Celle-ci va d'ailleurs lui coûter la vie à la fin de l'épisode.
MessC'est une grande salle où tout le personnel d'Atlantis peut se restaurer ou passer son temps libre. Elle a une vue sur toute la cité.
Quartiers privésComme Atlantis peut abriter beaucoup de monde il y a beaucoup de pièces faisant office de chambres privés. Elles sont plutôt petites et conçues pour une personne.
Réserve de dronesC'est dans cette pièce que les drones sont entreposés sur des sortes d'étagères. On voit cette salle dans l'épisode SGA 2x15 - La tour. Grâce au siège des Anciens, les drones sont activés et sortent par des orifices.
Réserve d'E2PZUn poste pouvant contenir trois Extracteurs du potentiel de point zéro (E2PZ) est situé au bas de la tour centrale. Les E2PZ doivent être insérés dans l'un des trois emplacements de forme triangulaire au centre de la pièce. Une fois engagés, les E2PZ peuvent être contrôlés soit via une console près du dispositif soit depuis la salle d'opération.
Salles de conférenceIl y a deux salles de conférence situées sous la salle d'embarquement, où le commandement peut discuter et traiter des sujets essentiels. La plus petite peut accueillir un petit nombre de personnes et contient seulement une large table triangulaire et des chaises. La plus grande, qui contient une longue table incurvée, est utilisée pour les réunions importantes auxquelles plus de personnes peuvent prendre part. Des portes à ouverture rotative conduisent à ces salles.

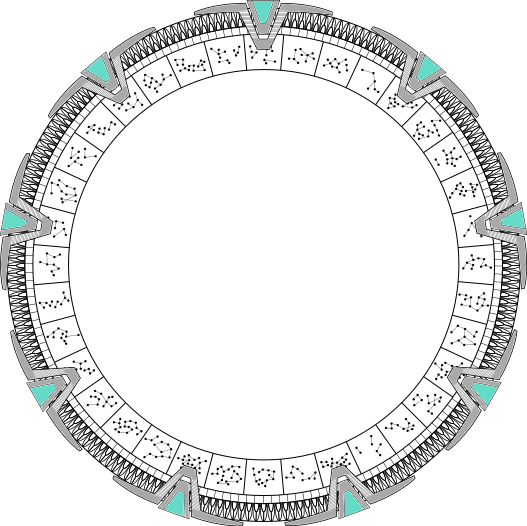
La porte des étoiles dans la galaxie de Pégase

Salle d'embarquementLa salle d'embarquement d'Atlantis est une grande salle à deux niveaux située en haut de la tour centrale, juste sous la baie des jumpers, et qui abrite la porte des étoiles. Celle-ci est installée sur une large plate-forme qui peut accueillir plusieurs personnes et qui cache une console permettant à une personne ayant les connaissances nécessaires de prendre le contrôle de la cité. En face de la porte, légèrement sur sa droite s'élève un large escalier qui mène à l'étage supérieur où se trouve la salle d'opération, le bureau du Dr Weir, les salles de conférences et plusieurs balcons qui surplombent la plate-forme, ce qui rend plus aisée la surveillance de la porte. Le plafond au-dessus de la plate-forme renferme la baie des jumpers qui peuvent automatiquement se positionner devant la porte avant de la franchir.
Salle d'opérationLa salle d'opération est la pièce principale d'Atlantis et est située au deuxième niveau de la salle d'embarquement. C'est là que se trouvent tous les appareils et les panneaux de commandes qui font fonctionner la cité, comme le DHD, le seul de la galaxie de Pégase qui puisse se connecter à la Terre grâce à un cristal de contrôle spécial et à l'E2PZ. Elle contient aussi la commande du bouclier de la porte, le système de communication interne, et externe, les systèmes énergétiques, les senseurs internes et longue-portée, l'accès à la base de données des Anciens, etc. Par la suite, une console contenant les senseurs biométriques est découverte et sera installée dans la pièce. La salle d'opération est séparée de la porte par une façade vitrée et un balcon, et a un accès sur la baie des jumpers. En plus des consoles, l'expédition d'Atlantis continue de se servir des technologies terriennes en conjonction avec la technologie des Anciens.

### Laboratoires
Atlantis héberge un grand nombre de laboratoires dans lesquels les Anciens pratiquaient de nombreuses expériences. L'expédition d'Atlantis découvre régulièrement plusieurs laboratoires, parmi ceux-ci :
- Un qui contient un dispositif qui emprisonne une forme d'énergie que les Anciens ont pu étudier pour réaliser leur ascension[17].
- Un qui contenait une expérience sociologique contrôlée à distance via un satellite sur d'autres planètes. McKay et Sheppard ont pensé que c'était un jeu, jusqu'à ce que 2 ans plus tard ils découvrent la vérité en arrivant sur la planète d'expérimentation. Le laboratoire fut scellé par Weir à la suite de cette dernière découverte[19].
- Après une tempête[20], l'expédition découvre un laboratoire où des nanomachines étaient stockées. Mais les nanomachines attaquèrent les membres de l'expédition et tuèrent plusieurs membres[21].
- Dans un autre laboratoire, l'équipe de Sheppard trouve une capsule de stase similaire à celle de l'avant poste en Antarctique, qui contient le Dr Weir d'une réalité alternative[6].
- Pendant une vérification de la consommation énergétique d'Atlantis, un laboratoire contenant un reséquenceur ADN est découvert[19]. McKay
- Pendant une crise[7], l'expédition découvre un laboratoire biologique qui sert à étudier les espèces animales de Lantia.
- Une équipe trouve une arme ancienne dans un laboratoire utilisant un type inhabituel de radiations, qui crée une tumeur explosive dans le poumon de la victime. Cette arme est responsable de la mort de plusieurs personnes dont Carson Beckett[22].
- Le laboratoire secret de l'Ancien Janus est découvert par McKay et Daniel Jackson. Ce laboratoire (relié à d'autre laboratoire de ce type dans la galaxie de Pégase par une connexion subspatiale) contient beaucoup de plans, et d'inventions du savant.

## Technologies de la cité
Atlantis possède une technologie très avancée, utilisée par les membres de l'expédition. Régulièrement, ils se servent des téléporteurs pour se déplacer dans la cité, ainsi que des jumpers à l'extérieur. Mais elle n'a pas encore été entièrement explorée, et les équipes de chercheurs découvrent tous les jours de nouvelles salles et des technologies encore inconnues.
On peut noter que les Anciens effectuaient des recherches sur divers virus ou des formes de vie énergétiques. Certaines recherches, pouvant mettre en danger la santé des habitants, furent effectuées sur d'autres planètes (telles que l'extraction d'énergie depuis le vide de notre dimension, recherche qui n'aboutit qu'à la mort des Anciens et la destruction totale d'un système stellaire).

### Énergie
Comme toutes les cités volantes des Anciens, Atlantis est alimentée par des « Extracteurs de Potentiel de Point Zéro » ou EPPZ). Elle peut fonctionner avec un seul E2PZ, mais en nécessite trois pour remplir ses réserves d'énergie, cependant elle pourrait fonctionner avec plus. Atlantis peut gérer automatiquement le niveau d'alimentation d'énergie des salles en fonction du besoin des personnes qui s'y trouvent. En revanche son bouclier draine énormément d'énergie et peut épuiser un E2PZ plus vite que la normale lorsqu'il est sollicité. La cité peut aussi être alimentée par des générateurs à naqahdah, qui ont un plus faible rendement que les E2PZ, mais dont les membres de l'expédition se servent quand même pour faire fonctionner différentes salles et ainsi économiser leur E2PZ. En conséquence, peu d'appareils technologiques sont utilisables, et un grand nombre d'entre eux, ainsi que certaines fonctionnalités, n'ont pas encore été testés, faute d'approvisionnement. Pour toutes ces raisons, la recherche et l'acquisition d'E2PZ est une des principales missions des équipes d'Atlantis, d'autant que ces dispositifs sont extrêmement rares et impossibles à recharger.
Les E2PZ fournissent l'énergie par des conduits, de gros tuyaux ou passe une quantité d'énergie très importante. La cité peut d'elle-même éviter certains conduits s'ils sont endommagés.

### Systèmes offensifs et défensifs
Systèmes offensifsLes principales armes d'Atlantis sont les drones, qui requièrent le siège de contrôle pour leur mise à feu. Il n'en restait que quelques dizaines en réserve après l'arrivée de l'expédition, et ils furent tous utilisés pendant le second siège d'Atlantis. Ce fut avec la découverte d'une autre cité volante où étaient entreposés des drones dans l'épisode SGA 2x15 - La tour qu'Atlantis put réapprovisionner son stock. Le SGC fit aussi installer de nombreux canons électromagnétiques, des mitrailleuses et des batteries de missiles anti-aériens sur toute la surface de la cité.
Systèmes défensifsLa défense majeure d'Atlantis est son bouclier qui l'englobe en totalité. Cette protection est très précieuse car elle peut retenir presque n'importe quelle menace, mais son activation requiert beaucoup d'énergie, que seul un E2PZ peut fournir, les générateurs à naqahdah étant trop faibles. Cependant il a été prouvé que la foudre pouvait produire suffisamment d'énergie pour faire fonctionner temporairement le bouclier si les 4 mises à terre sont déconnectées des paratonnerres,. Les Anciens ont par le passé étendu ce bouclier sur tout l'hémisphère de la planète à l'aide de trois E2PZ afin de protéger la vie animale et végétale d'une éjection de masse coronale. Dans l'épisode SGA 2x01 - Sous le feu de l'ennemi, l'expédition relia l'occulteur d'un jumper au générateur du bouclier, ce qui eut pour effet de dissimuler la cité aux yeux des Wraiths. Cette stratégie, plusieurs fois utilisée à l'approche de vaisseaux-ruches à proximité de la planète présente toutefois un risque, car lorsque le bouclier est converti en occulteur, il ne protège plus Atlantis et la laisse vulnérable à la moindre menace extérieure,. Dans l'épisode SGA 3x10 - Exil forcé, l'équipe d'Atlantis modifia le générateur de bouclier pour qu'il émette des ondes identiques à ceux d'un disrupteur.

### Propulsion
Moteur stellaireCe moteur se trouve sous la cité, incrusté dans la plate-forme de la cité. Il est assez puissant pour faire décoller, atterrir ou déplacer dans l'espace la cité. Seul un E2PZ possède assez de puissance pour faire décoller la cité, mais trois sont nécessaires pour ne pas avoir de problèmes. Car lorsque les moteurs sont allumés, un seul E2PZ a tout juste assez de puissance pour déplacer la cité.
Moteur d'hyperespacePour que la cité puisse voyager plus vite que la lumière il faut enclencher le moteur d'hyperespace. Mais il faut une certaine quantité d'énergie pour passer en hyperespace, sinon la cité est détruite lors de l'hyper-accélération. Ce moteur d'hyperespace est bien plus puissant que celui des vaisseaux de classe DSC-304 comme le Dédale. Il permet de traverser la galaxie en quelques heures.
Moteur (expérimental) à vortexMoteur utilisant la technologie des portes des étoiles permettant de déplacer la cité à la même vitesse qu'un déplacement à travers une porte. Mais ce moteur possède le risque de faire vaporiser la cité. Cette technologie a été développée par les Anciens mais ce sont les Drs McKay et Zelenka qui ont fait des modifications afin de pouvoir l'utiliser. Les risques liés à son utilisation approchent cependant les 50 % de chances d'être détruit à chaque utilisation. Il n'a été utilisé qu'une seule fois.

### Base de données des Anciens
Atlantis contient une énorme base de données de connaissances anciennes. Parmi toutes les données qui furent traduites, seulement 9 % d'entre elles ont pu être à ce jour mémorisées sur les disques durs apportés par l'expédition et une infime partie de ces 9 % a pu être étudiée, et ce après avoir utilisé un logiciel efficace de compression-décompression inventé par le Dr McKay. La base de données renferme un très grand nombre d'adresses de portes de la galaxie de Pégase et de la Voie lactée, et beaucoup de travaux scientifiques, incluant des recherches sur l'E2PZ, des travaux sur l'Ascension, des schémas concernant les armes et des notes sur les voyages dans l'espace. La base de données est accessible depuis de nombreux terminaux disséminés dans la cité.

## Le commandement
Le commandement de la cité est d'abord assuré par ses constructeurs, à savoir les Anciens, et ce pendant près de 30 millions d'années. Le dernier commandant est Moros, qui deviendra plus connu sous le nom de Merlin. Il décide il y a 10 000 ans l'abandon de la cité. Elle reste vide jusqu'à l'arrivée des terriens en 2004. Elizabeth Weir prend alors le premier commandement de l'ère post-ancienne de la cité, avec cependant quelques brèves interruptions : en 2004 quand les Genii sous les ordres du commandant Kolya prennent le contrôle de la cité, en 2005 le général O'Neill la relève temporairement de ses fonctions pour donner toute la marge de manœuvre nécessaire au colonel Dillon Everett dans le but de défendre coûte que coûte Atlantis lors du siège des Wraiths, et en 2006 quand deux entités extraterrestres prennent le contrôle de son corps et de John Sheppard, c'est le colonel Steven Caldwell (commandant du vaisseau Dédale) qui prend en main le commandement de l'expédition le temps de résoudre ce problème. En 2006, Weir quitta Atlantis après que l'expédition dut rendre le contrôle de la cité à la suite du sauvetage d'un vaisseau des Anciens, et ce jusqu'à ce que ces derniers soient attaqués et tués par les Asurans, à la suite de quoi elle reprit son ancien poste. À la disparition de Weir sur Asuras, le lieutenant-colonel John Sheppard assure l'intérim et c'est le colonel Samantha Carter qui prend le commandement durant une année, puis elle est relevée de ses fonctions par Richard Woolsey qui reste en poste jusqu'au retour d'Atlantis sur Terre en 2009 lors de l'attaque du Super Vaisseau-Ruche. Il est alors congédié par la CIS dont les membres souhaitent qu'Atlantis reste sur Terre pour la placer sous le contrôle total du comité dans le but de démanteler progressivement la cité afin de récupérer sa technologie, ce qui au passage aurait permis au CIS de devenir le premier "gouvernement mondial". Cela ne fût pas du goût du Général Jack O'Neill qui prit alors officiellement le commandement d'Atlantis en tant que responsable du Système de défense terrien. Il utilisa tout son pouvoir afin de faire les réparations nécessaires pour renvoyer Atlantis dans la galaxie de Pégase. Ainsi après quelques mois de travaux, Atlantis regagna Pégase et O'Neill remit Woolsey en poste, ce qui est toujours le cas actuellement.
| Années                | Grade                      | Nom             | Allégeance                                |
| --------------------- | -------------------------- | --------------- | ----------------------------------------- |
| -8000 environ         | Chef du Conseil d'Atlantis | Moros           | Anciens                                   |
| 2004 à 2006           | Docteur (civile)           | Elizabeth Weir  | Commission internationale de surveillance |
| 2006                  | Capitaine                  | Hélia           | Anciens                                   |
| 2006                  | Inconnu                    | Talus           | Asurans                                   |
| 2006 à 2007           | Docteur (civile)           | Elizabeth Weir  | Commission internationale de surveillance |
| 2007 à 2008           | Colonel                    | Samantha Carter | US Air Force                              |
| 2008 à 2009           | Aucun (civil)              | Richard Woolsey | Commission internationale de surveillance |
| 2009[réf. nécessaire] | Lieutenant général         | Jack O'Neill    | US Air Force / Système de défense terrien |
| 2009 - actuel         | Aucun (civil)              | Richard Woolsey | Commission internationale de surveillance |

## Univers parallèles
Dans l'épisode SG1 9x13 - Effet domino, on apprend que dans un Univers parallèle l'E2PZ d'Atlantis est entièrement déchargé. L'équipe SG-1 de cet Univers vient donc dans celui de l'histoire principale afin de le leur subtiliser en volant un vaisseau pour s'y rendre. Cependant, l'équipe SG-1 de cet Univers arrive à les en empêcher avant qu'ils n'arrivent à la cité.
Dans un temps alternatif, la cité ne possédait pas de dispositif de sécurité pour la faire s'élever du fond de l'océan en cas d'énergie faible, et fut détruite peu de temps après l'arrivée de l'équipe de Weir. Cependant, elle, Zelenka et Sheppard réussirent à s'échapper en utilisant un jumper équipé d'une machine à remonter le temps, qu'ils utilisèrent jusqu'à l'époque où Atlantis était encore habitée par les Anciens. Le crash du jumper provoqua la mort de Sheppard et Zelenka, mais Weir survécut et fut recueilli par les Anciens, et réussit à convaincre l'un d'entre eux d'installer une sécurité et d'inventer le moyen de mettre en réserve assez d'énergie pour pouvoir s'en servir, mais cela nécessitait la présence d'une personne sur Atlantis pour permuter les E2PZ à intervalle de temps régulier. Weir fut donc placée secrètement en stase et passa 10 000 ans dans une cité vide, au fond d'un océan. Lorsqu'Atlantis fut réhabitée, il fallut quelques semaines pour découvrir Weir dans son caisson de stase. Elle avait alors beaucoup vieilli, 10 000 années de stase lui ayant donné un corps vieux de plus de 100 ans. Elle mourut de vieillesse, en sachant qu'elle put en quelque sorte sauver son équipe.
Sheppard est envoyé par accident dans le futur (48 000 ans plus tard) à la fin de la saison 4 où l'océan de la planète est asséché à cause de la transformation du soleil en géante rouge. On apprend que l'équipe n'a pas réussi à sauver Teyla, celle-ci est morte à la suite de son accouchement ; le colonel Carter se suicida en lançant le vaisseau « Phénix » dans un vaisseau-ruche après avoir téléporté l'équipage du vaisseau sur la surface de la planète, le souffle de l'explosion en détruisit deux autres. Ronon mena une mission avec un groupe de mercenaires qu'il a formé lui-même, il trouva la mort avec Todd le Wraith en détruisant l'une des installations de Mickaël. Rodney McKay quitta l'expédition Atlantis avec Jennifer Keller à la suite de la prise de pouvoir de Richard Woolsey qui décida de ne plus aider les personnes souffrantes de la maladie des Hoffans dans la galaxie de Pégase, le Dr Keller décéda de cette maladie sur Terre, après s'être fiancée avec McKay. McKay travailla pendant 25 ans pour trouver un moyen de changer le cours de l'histoire et ramener Sheppard à leur époque.
Dans un autre Univers, quand Sheppard et son équipe voyagent sans le vouloir d'un Univers parallèle à un autre en vaisseau, ils voient Atlantis se faire attaquer par un vaisseau inconnu. On ne sait rien de cet ennemi, à part que dans cet Univers, John Sheppard est également en vie et que le Dédale a été détruit deux ans auparavant durant la guerre contre les Asurans.

## Décors et tournage
Comme la majorité de la franchise Stargate, les décors où sont tournés les scènes se déroulant dans la cité sont situés aux Bridge Studios à Burnaby, Canada.
C'est Jose Perez qui a réalisé les modèles en 3D et la texture de la cité pour la série.
La production du film Blade : Trinity a donné des décors pour éviter le coût élevé de leur démolition. Ils sont apparus à plusieurs reprises comme éléments de la cité. Par exemple, les passerelles que Sheppard emprunte dans l'épisode SGA 1x10 - En pleine tempête sont récupérées de celles présentes dans les bâtiments de Blade : Trinity.
De plus tout n'a pas été réellement fabriqué, une partie des scènes se déroule sur fond bleu par exemple pour les scènes sur les balcons de la cité afin de pouvoir incruster l'océan ou bien derrière la porte des étoiles afin de pouvoir incruster un vortex grâce à des effets spéciaux toujours très présents dans la série.
Les décors d'Atlantis n'ont pas été démontés à la fin de la série, attendant le tournage du téléfilm Stargate : Extinction, finalement annulé.